# 오산중학교 축구부 (경기)
오산중학교 축구부는 경기도 오산시에 위치한 오산중학교의 축구부이다.

## 같이 보기
- 오산중학교